# Скуратівський Юрій Євгенович
Ю́рій Євге́нович Скураті́вський — полковник Збройних сил України, лікар-анестезіолог, начальник клініки невідкладної медичної допомоги, Військово-медичний центр Західного регіону.

## З життєпису
Брав участь у миротворчих операціях під егідою ООН.
Двічі був в місцях боїв з терористами, другий раз провів на фронті 34 дні — оперував поранених при обороні Луганського аеропорту, рятував обстріляних біженців під Хрящуватим.

## Нагороди
- 21 серпня 2014 року — за особисту мужність і героїзм, виявлені у захисті державного суверенітету та територіальної цілісності України, вірність військовій присязі під час російсько-української війни, відзначений — нагороджений орденом Данила Галицького.
- заслужений лікар України[1]
- орден святого Пантелеймона (27 липня 2024)[2]